# 67式装甲作業車
67式装甲作業車（ろくななしきそうこうさぎょうしゃ）は、陸上自衛隊が1967年に制式化した施設科装備である。67式戦車橋や70式戦車回収車同様、戦後初の国産戦車である61式戦車の派生車両として計画された。

## 概要
本車は、敵の射撃により行動が制限される戦場において、陣地構築や敵陣地に爆薬を設置し爆破するなどの目的で計画された。開発は1962年（昭和37年）から始まり、M4A3E8をベースにした試作車SDが製作された。開発は三菱重工業が担当した。
SDは砲塔を撤去して装甲化された作業室を設けたほか、車体前部に油圧式ドーザーを備えていた。また、車体上部に爆薬設置や重量物吊り上げに使用するA型ブームが設置されていたが、これは後に撤去され、代わりに民生品を流用した200kg油圧クレーンが副操縦席の部分に取り付けられた。それに併せて、クレーンの旋回を妨げないように作業室の一部が切り欠かれた形に修正されている。
本車は1967年（昭和42年）に制式化された。続いて61式戦車をベースに本格的な車両が生産されるはずであったが、予算不足などの理由で中止された。その後も試作車のSDは第7施設大隊で使用されたともいわれる。